# Мазинг, Альберт Карлович
Альбе́рт Ка́рлович Ма́зинг (22 октября 1839 — 18 июня 1914) — второй сын пастора Карла Ивановича Мазинга.

## Биография
В 1863 окончил богословский факультет Дерптского университета.
С 1867 и до 1910 возглавлял в Санкт-Петербурге лютеранский приход Святой Марии на Петербургской стороне.
Пастор Альберт Мазинг был первым пастором, которому было дозволено в 1870 году вести лютеранскую службу на русском языке. В приходе Святой Марии были также организованы школа (частное учебное заведение 3-го разряда), приют и вдовий дом, которые находились на попечении Альберта Карловича. Альберт Карлович был награждён орденом Святой Анны 3-й степени (1879) и орденом Святого Станислава 2-й степени (1885).
В 1910 передал приход своему сыну Ивану Альбертовичу Мазингу, который реорганизовал школу в коммерческое училище И. А. Мазинга. Альберт Карлович Мазинг скончался 18 июня 1914 года в окрестностях Выборга.

## Семья
Первой женой Альберта Карловича была Ольга Веймарн (1843—1871), в браке с которой был единственный сын Иван Альбертович Мазинг (1871—1921).
В 1879 году во второй раз женился на Луизе Софии Гебауэр. Этот брак был бездетным.